# Kæmpestar
Kæmpe-Star (Carex pendula) er et 60-180 cm højt halvgræs, der vokser i skove på leret bund. Undertiden også forvildet fra haver.

## Beskrivelse
Kæmpe-Star er en stedsegrøn flerårig urt med en tuet vækstform. Bladene er bueformet overhængende med lange, bladagtige støtteblade. De enkelte blade er linjeformede og meget brede og kun ganske lidt furede med hel rand. Blomsterstænglerne er hævet op over bladtuen. De bærer ét hanligt aks og fire-fem hunlige. Begge slags blomsterstande er brune. Frugterne er små nødder, der spirer villigt på våd eller skygget bund.
Rodnettet består af en stor mængde trævlerødder. Vækstpunkterne ligger gemt nederst i tuen, beskyttet af bladene.
Højde x bredde og årlig tilvækst: 1 × 1 m (100 × 100 cm/år), blomsterstænglerne bliver dog op til 1,50 m høje. Målene kan bruges til beregning af planteafstande i fx haver.

## Voksested
Kæmpe-star gror på fugtig bund langs vandløb og som bundplante i løvskove. Den er udbredt i det vestlige Europa, inklusive enkelte, spredte steder her i landet, specielt i Sydøstjylland.